# Heraclea Lucania
Heraclea Lucania (također Heraclea, Heracleia ili Herakleia; grčki: Ἡράκλεια) je bio stari grad u nekadašnjoj Velikoj Grčkoj, smješten u staroj regiji Lukaniji, nedaleko od obale Tarantskog zaljeva između rijeka Aciris (suvremena Agri) i Siris (suvremena Sinni), na mjestu gdje se nalazi današnja talijanska općina Policoro, u pokrajini Matera, regije Basilicata u Italiji.
Herakleja je jedna od najmlađih starogrčkih kolonija, osnovanu na području bivše kolonije Siris Jonjana. Nakon pada grada Sirisa, došlo je do natjecanja za to područje između Atenjana i novopridošlih grčkih kolonista Turija, čemu su se usprotivili Tarantinci, te je došlo do sukoba, koji je završio dogovorom o uspostavi nove kolonije na spornom području 432 pr. Kr., pod upravom kolonije Taras. Preostali građani Sirisa postali su dio nove kolonije, izgrađene na mjestu nedaleko od njihovog grada bliže rijeci Aciris. Razvojem Herakleje dio starog Sirisa postao je luka Herakleje. Nova kolonije se je pod pokroviteljstvom Tarasa brzo razvila i postala bogata. Postala je mjesto gdje se održavala skupština svih italiotskih Grka. 
U vrijeme rara Pira s Rimskom Republikom na području grada odigrala se poznata bitka kod Herakleje godine 280. pr. Kr. Dvije godine kasnije Herakleja je postala rimski saveznik, te status očuvala sve do vremena Cicerona. U njegovoj blizini su kasnije pronađene Tabule Heraclenses, natpisi koji su važan izvor za Lex Iulia Municipalis, zakon kojim je Julije Cezar 45. pr. Kr. regulirao uređenje gradova u tadašnjoj Italiji. Do srednjeg vijeka grad je napušten u nikada razjašnjem okolnostima, a njegova lokacija nije s potpunom sigurnošću utvrđena.